# Hybrid Synergy Drive

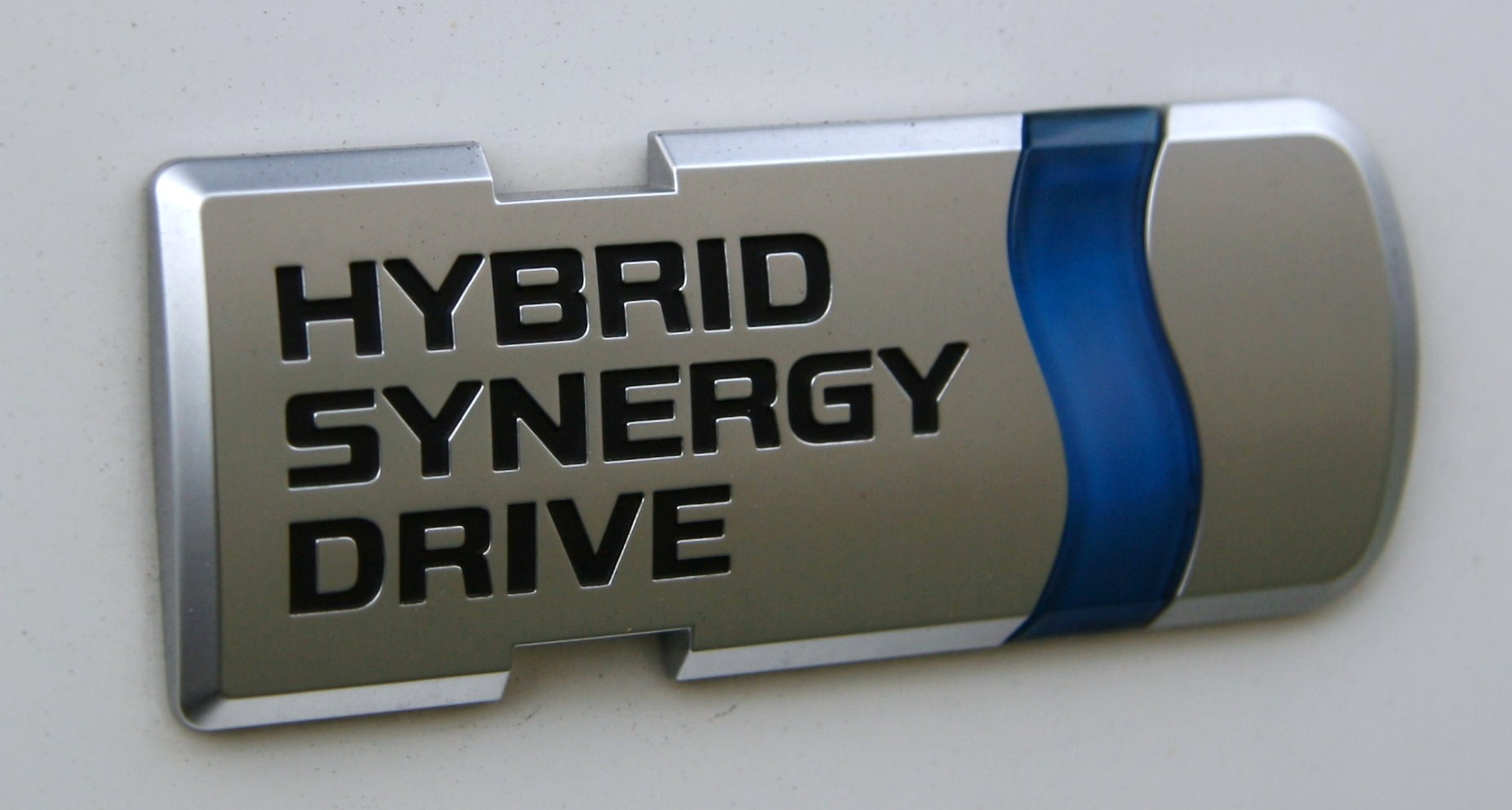
Das Logo des Hybrid Synergy Drive

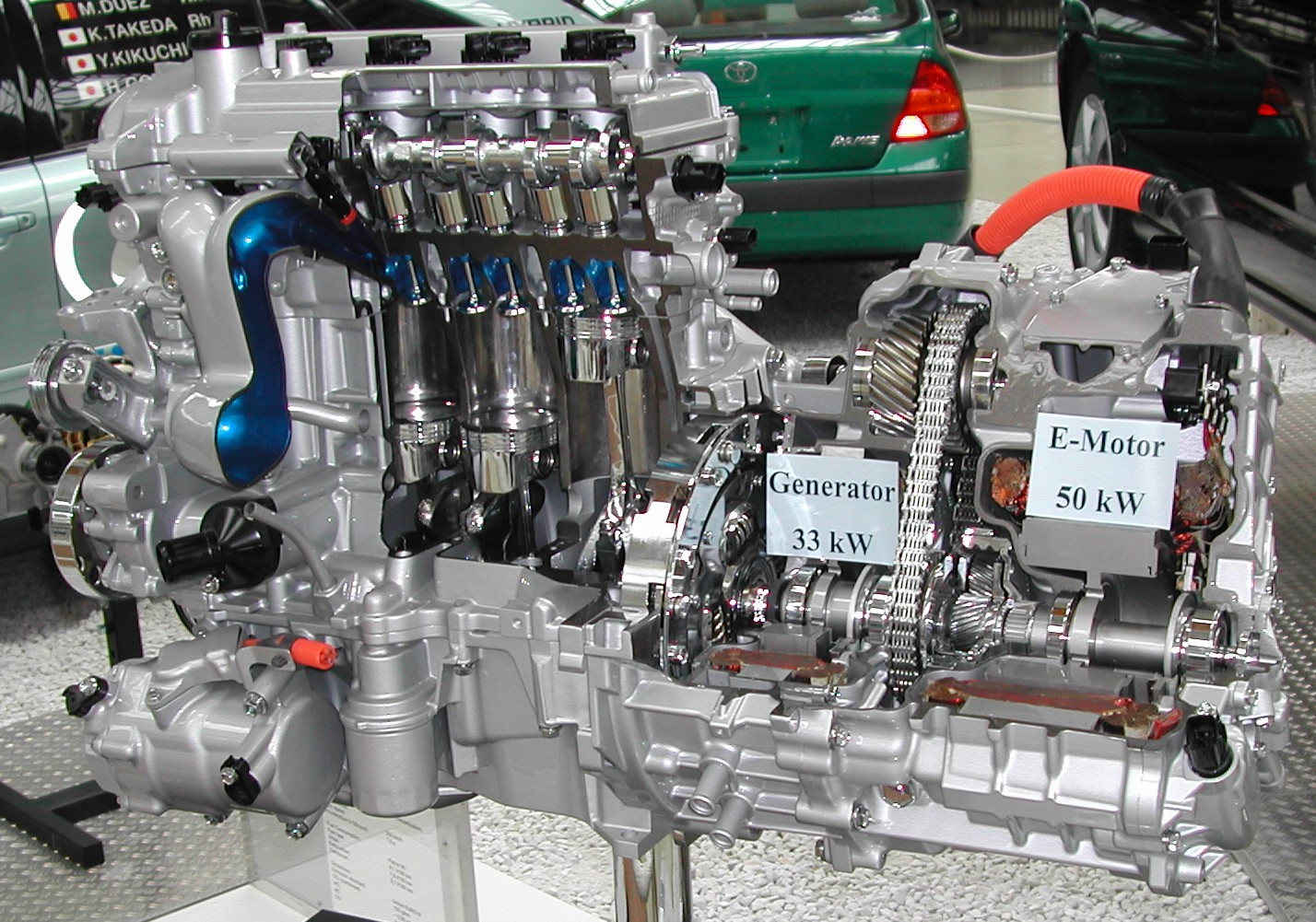
Aufgeschnittener Hybrid Synergy Drive

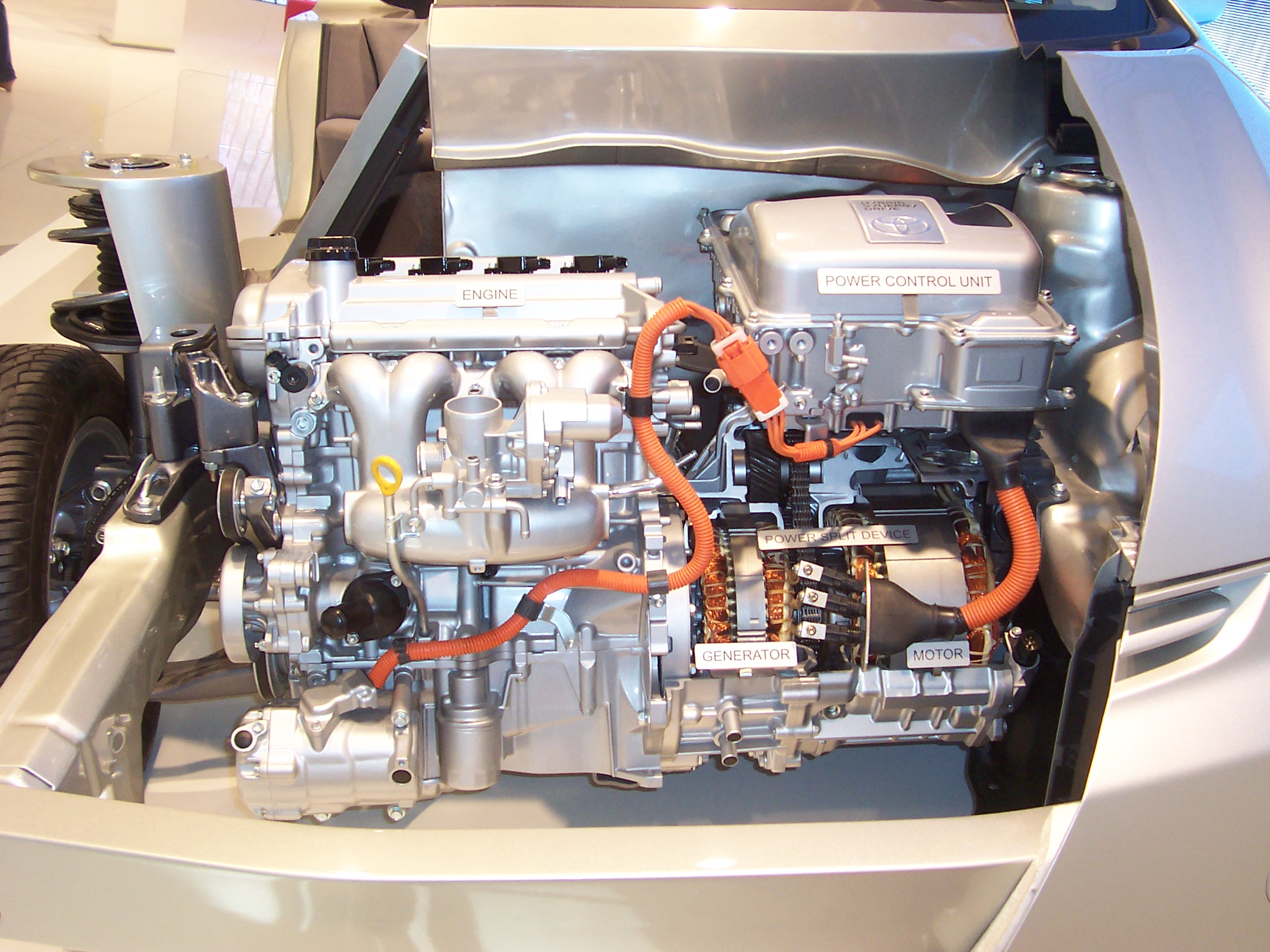
Antriebskomponenten des Hybrid Synergy Drive

Hybrid Synergy Drive (Abk. HSD) ist der Markenname für das Hybridantriebssystem von Toyota. Das System verbindet den Verbrennungsmotor über ein Planetengetriebe mit zwei Elektromotoren. Es wirkt wie ein verlustarmes stufenloses Getriebe und ersetzt somit Schaltgetriebe, Kupplung, Anlasser und Lichtmaschine.

## Geschichte
Erstmals eingesetzt wurde es im Jahr 1997 im Toyota Prius, für den es seither das einzige verfügbare Antriebssystem darstellt. Später wurde er auch für den Toyota Corolla Hybrid, Toyota Auris Hybrid, Toyota Auris Touring Sports, Toyota Yaris Hybrid, Toyota RAV4 Hybrid, Toyota Camry Hybrid, Toyota C-HR Hybrid und für diverse Lexus-Modelle wie CT200h, RX400h, GS450h und LS600h angeboten. In Amerika und Japan wird es auch in weiteren Toyota-Modellen angeboten sowie an Nissan, Ford und Mazda lizenziert.
Im Jahr 2010 waren Hybridantriebe in den USA mit 291.000 verkauften Fahrzeugen (2,5 % Marktanteil), weit beliebter als in Europa mit 110.000 Stück (0,7 %). In Japan wurden im selben Jahr sogar 492.000 Stück (11,0 %) abgesetzt.

## Versionen
Das im ersten Großserien-Fahrzeug mit Hybridantrieb (Toyota Prius 1997) verwendete Antriebssystem wurde unter dem Namen Toyota Hybrid System (THS) bekannt.
Im Modelljahr 2003 kam die zweite Generation des Prius (NHW20) mit dem verbesserten THS-II auf den Markt. Dieses System erschien unter dem Markennamen Hybrid Synergy Drive (kurz HSD). Eine leistungsfähigere Version des THS-C wird in den Hybridfahrzeugen der Marke Lexus unter dem Namen Lexus Hybrid Drive eingesetzt.
In der dritten Version des Toyota Prius (seit 2009) wurde ein weiterentwickelter HSD eingeführt. Im Toyota Auris HSD (seit 2010) und dem seit 2011 erhältlichen Lexus CT 200h verwendet Toyota ein baugleiches System.

## Verwendung
Der erste Pkw mit HSD war der Toyota Prius. Toyota baut den HSD aber mittlerweile auch in andere Automobile ein. Dies sind: Toyota Alphard, Toyota Auris, Toyota Corolla, Toyota C-HR, Toyota Camry, Toyota Highlander, Toyota Previa, Toyota Prius Plug-in Hybrid, Toyota Prius+, Toyota RAV4 und Toyota Yaris.
Bei der Toyota-Tochter Lexus wird der HSD, der dort Lexus Hybrid Drive heißt, in folgenden Modellen angeboten: Lexus CT, Lexus IS, Lexus GS, Lexus HS 250h, Lexus LS 600h, Lexus NX und Lexus RX.
Toyota lizenziert diese Technik auch an Nissan, Ford und Mazda: Nissan bietet den HSD im Nissan Altima an, Ford im Ford Escape Hybrid und Mazda seit 2013 im Mazda3.
Von 1997 bis 2019 verkaufte Toyota über 13 Mio. HSD-Fahrzeuge. Toyota hält 24.000 Patente rund um den HSD und räumte bis 2030 Mitbewerbern eine unentgeltliche Nutzung des HSD für deren Fahrzeuge ein, um die sparsame HSD-Technik und deren Vorteile weiterzuverbreiten.

## Aufbau
Der HSD ist ein System aus einem Verbrennungsmotor, zwei Motorgeneratoren, einem Überlagerungsgetriebe mit Planetenradsatz, einem Akkumulator mit hoher Leistungsdichte und einer elektronischen Steuereinheit. Der HSD ist ein Hybridantrieb mit Leistungsverzweigung, bei dem mit Hilfe des Power Split Device die Leistung des Verbrennungsmotors und der Motorgeneratoren verteilt wird. Der Aufbau des HSD wird am Beispiel des Toyota Prius der dritten Generation beschrieben.

### Power Split Device

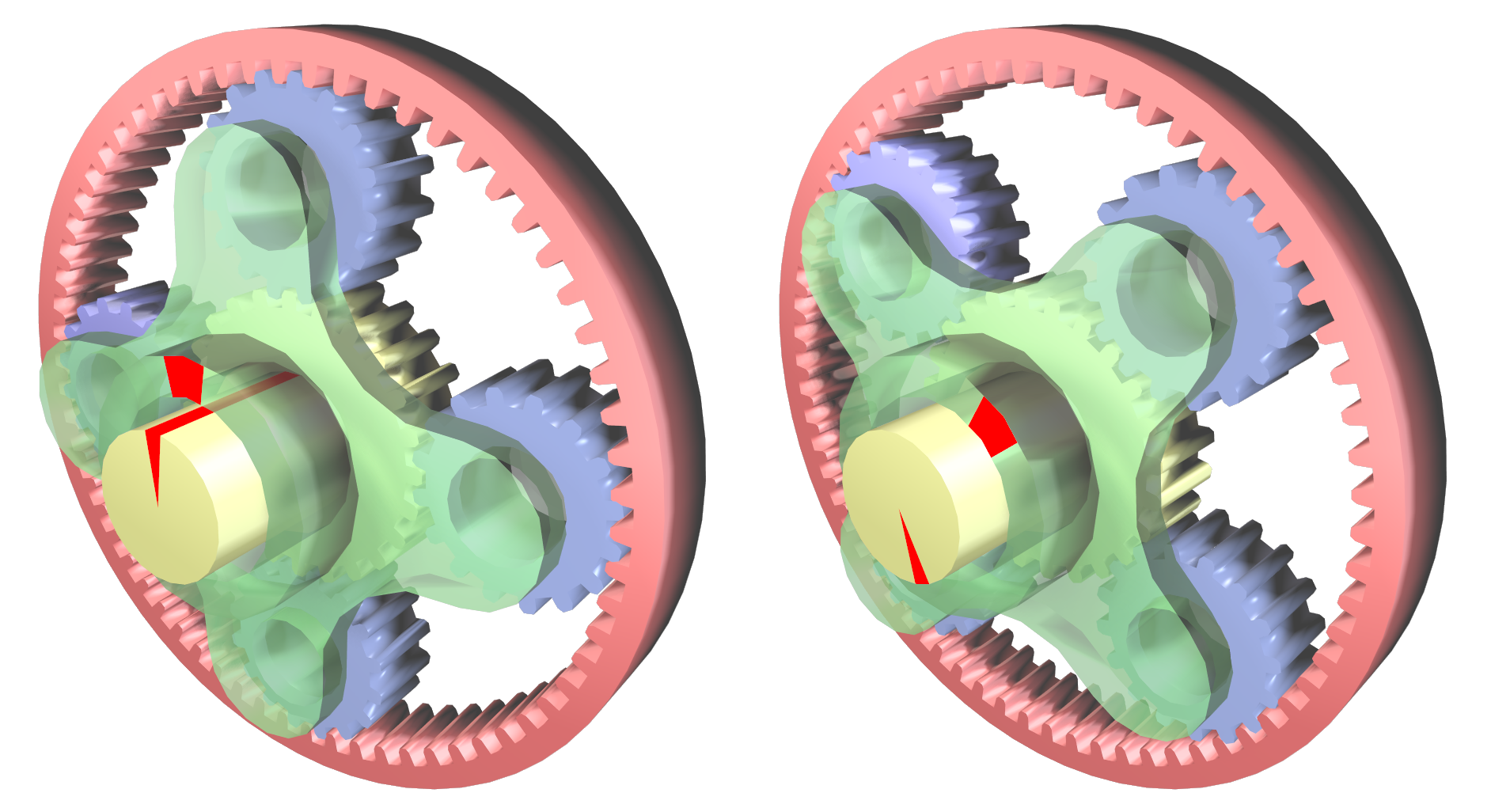
Darstellung eines Planetengetriebes mit vier Planetenrädern.
Gelb (und weitgehend verdeckt): Das Sonnenrad; es ist beim HSD mit dem Motorgenerator MG1 verbunden. Blau: Die Planetenräder; der Verbrennungsmotor des HSD treibt den grün dargestellten Planetenradträger an. Rot: Das Hohlrad; es ist mit Motorgenerator MG2 verbunden und gibt Drehmoment an die Antriebsräder.

Das Power Split Device besteht aus einem Planetengetriebe und einer elektronischen Steuerung. Es bestimmt das Übersetzungsverhältnis zwischen dem Verbrennungsmotor und der Abgangswelle. Außerdem ermöglicht es, den Kraftfluss je nach Ansteuerung der Motorgeneratoren einzustellen. Eine Kupplung gibt es nicht, in jedem Betriebszustand sind alle Bauteile formschlüssig miteinander verbunden.
Der Verbrennungsmotor ist mit dem Planetenradträger verbunden, das Sonnenrad mit dem kleineren Motorgenerator MG1. Der größere Motorgenerator MG2 wirkt auf das Hohlrad des Planetengetriebes, es ist der Kraftabgabepunkt des HSD.

### Verbrennungsmotor
Alle Fahrzeuge (Stand 2016) mit HSD auf dem Markt haben einen fremdgezündeten Viertakt-Verbrennungsmotor mit Nockenwellenverstellung. Seit dem Prius der zweiten Generation wird er im Atkinson-Zyklus betrieben. Er hat vier Zylinder, 1,8 Liter Hubraum und 73 kW Leistung (Toyota Prius & Auris, Lexus CT 200h).

### Zwei Motorgeneratoren
Die beiden elektrischen Maschinen („Motorgeneratoren“) des HSD werden von Toyota MG1 und MG2 genannt. Es sind Drehstrom-Synchron-Reluktanzmotoren mit Permanentmagnetunterstützung. Sie können sowohl als Generator wie auch als Motor arbeiten.
Der schwächere MG1 (42 kW bei der Modellgeneration 3) dient zum Starten des Verbrennungsmotors und während der Fahrt als Generator. Seine Drehzahl bestimmt das Übersetzungsverhältnis zwischen Verbrennungsmotor und Hohlrad und damit den Antriebsrädern.
Der stärkere MG2 dient als Antriebsmotor und als Rekuperationsbremse zum Rückgewinnen der Bremsenergie.
Beim Prius der dritten Generation hat er eine Leistung von 60 kW.

### Akku

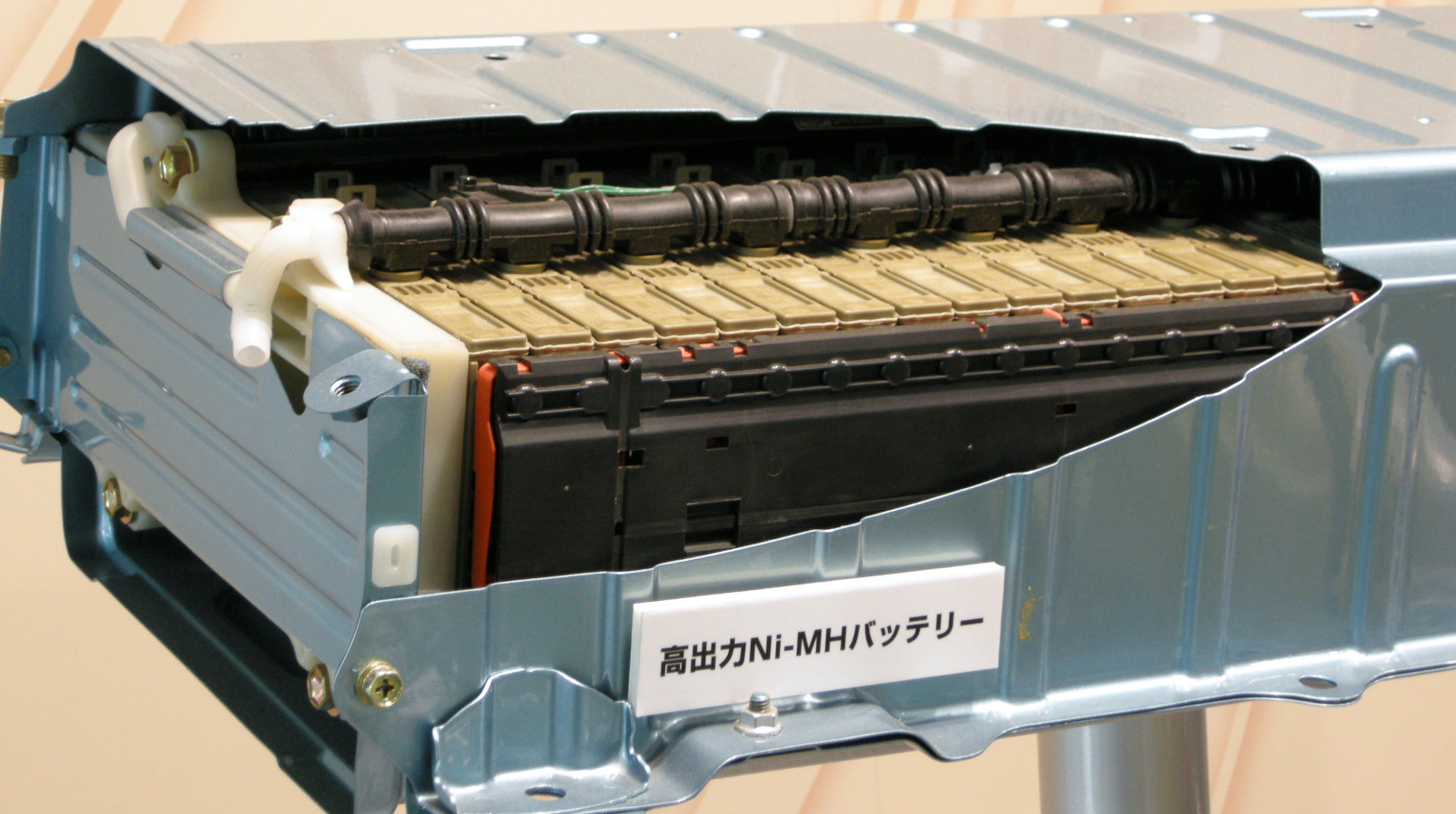
Akku eines Prius der zweiten Generation (NHW20)

Ein wichtiges Element des HSD ist die Hochleistungs-Akkumulatorenbatterie. Diese ist erheblich leistungsfähiger als die Starterbatterien in konventionellen Pkw. Es war lange Zeit ein Nickel-Metallhydrid-Akkumulator, während Starter-Akkus fast ausnahmslos Bleiakkumulatoren sind. Der ab 2012 erhältliche Prius PHV hat einen Lithium-Ionen-Akku mit maximal 4,4 kWh Energieinhalt, von denen aber nur ca. 3,0 kWh verwendet werden (Nettoladefenster). Der Toyota Prius+ hat einen kleineren Lithium-Ionen-Akkumulator. Seit 2020 wird im Toyota Yaris ebenfalls ein Lithium-Ionen-Akku verbaut.
Die Spannung der Ni-MH-Akkubatterie beträgt 201,6 Volt. Sie kann maximal 27 kW abgeben (dritte Generation). Das ist die maximal verfügbare Leistung, mit der die Elektromotoren den Verbrennungsmotor unterstützen können. Zum Vergleich: Die Spannung eines konventionellen Pkw-Starter-Akkus beträgt 12 Volt, seine Maximalleistung ca. 2 kW.
Der Hochleistungs-Akku des HSD wurde auf eine hohe Zyklenfestigkeit ausgelegt. Da er darüber hinaus nie voll ge- und entladen wird (von 40 % bis üblicherweise 60 %, bei Bergab-Rekuperation bis max. 80 %), ist seine Lebensdauer so hoch wie die des Fahrzeuges selbst. 
Bei einem in den USA durchgeführten Test wurde die Leistung eines neuen Toyota Prius mit dem eines Fahrzeuges verglichen, das nach zehn Jahren eine Fahrleistung von über 300.000 km aufwies. Beschleunigung und Verbrauch waren nahezu gleich geblieben, was dafür spricht, dass auch die Leistung des Akkumulators kaum nachgelassen hatte.
Außer diesem Akkupack hat jeder PKW mit HSD auch einen konventionellen, erheblich kleineren 12-Volt-Akku. Sollte im Fehlerfall der Hochspannungsstromkreis nebst Hochleistungs-Ni-MH-Akku während der Fahrt ausfallen, ist damit sichergestellt, dass die Bordelektronik mit 12 Volt Gleichspannung weiter funktioniert. Da dieser Akku den Verbrennungsmotor nicht starten muss, hat er eine geringere Kapazität als übliche Starterakkus.

### Boost-Converter
Der seit dem Prius der zweiten Generation vorhandene Boost-Converter erhöht die Spannung des Ni-MH-Akkus in Höhe von 201,6 Volt in eine maximale Gleichspannung von bis zu 650 Volt (Prius 3, bis zu 500 V bei Prius 2), womit – nach Wandlung in Drehstrom – die Motorgeneratoren gespeist werden. Wenn MG1 und/oder MG2 als Generator arbeiten, wandelt er deren Drehstrom in Höhe von bis zu 650 Volt (bis zu 500 V bei der Modellgeneration 2) in die Ladegleichspannung von knapp über 200 Volt um.

### Motorumrichter

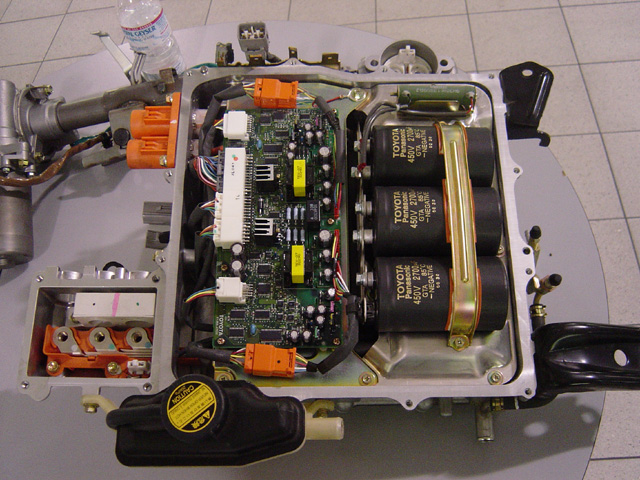
Geöffneter Inverter des Toyota Prius NHW11

Mit Hilfe eines Wechselrichters (Inverter) wird die 650-V-Gleichspannung in einen frequenzvariablen Drehstrom gewandelt, mit dem die Motorgeneratoren gespeist werden. Beide Elektromotoren, der Boost-Converter und der Inverter, werden über einen vom Verbrennungsmotor unabhängigen Kreis wassergekühlt. Ein zweiter Wechselrichter wandelt die vom Hybrid-Akku abgegebene Gleichspannung in Höhe von 201,6 Volt in eine Dreiphasen-Wechselspannung gleicher Höhe um, um damit die Klimaanlage zu speisen. Dieser Wechselrichter ist seit der Modellgeneration 3 im Gehäuse des E-Antriebs/Klimakompressors integriert.

### Positions- und Drehzahlsensoren
Im HSD sind eine Reihe von Sensoren aktiv. Die wichtigsten sind: Positions- und Drehzahlsensoren für MG1 und MG2, mit denen nicht nur die aktuelle Drehzahl, sondern auch die genaue Winkelposition beider Motoren bestimmt werden kann. Durch Messung der Strombilanz ist auch das am jeweiligen Motorgenerator wirkende Drehmoment bekannt.
Weitere Sensoren nehmen die Position des Gas- und Bremspedals sowie die Position des Schalthebels auf.

### Steuerungselektronik
Im HSD arbeiten mehrere elektronische Module, sogenannte ECUs (Electronic Control Units).
- HV ECU (High Voltage Electronic Control Unit): Sie steuert den Energiefluss zwischen Akku und den beiden Motorgeneratoren. Die HV ECU überwacht daneben den sicheren Betrieb des Hybridantriebs und speichert Betriebsdaten zur einfachen Fehlersuche. Im Fehlerfall kann sie den Hochspannungskreis mit Hilfe von drei Relais außer Betrieb nehmen.
- Skid Control ECU: Sie steuert und überwacht das regenerative Bremsen.
- Battery ECU: Sie überwacht den Ladezustand des Akkupacks und steuert die Kühlung.

## Entwicklungsstufen
Seit seiner Einführung im Jahr 1997 erfuhr der HSD zahlreiche Verbesserungen. So hatte der Verbrennungsmotor des Toyota Prius I nur 1,5 Liter Hubraum und 43 kW Leistung, wohingegen der 2009 vorgestellte Prius ZVW30 mit einem Verbrennungsmotor mit 1,8 Liter Hubraum und 73 kW Leistung ausgestattet wurde. Der größte Verbrennungsmotor in einem HSD ist ein V8-Motor mit 5 Liter Hubraum und 290 kW Leistung im Lexus LS 600h. Parallel zur Leistung des Verbrennungsmotors wuchs auch die Leistung der Elektromotoren und somit die Leistung des Gesamtsystems.
Die beiden Motorgeneratoren wurden im Prius der ersten Generation mit der Spannung der Akkus betrieben, also 274 Volt. Beim ersten Prius-Modell gab es bisweilen Probleme durch Überhitzung der Leistungselektronik. Daher wurde diese ab der zweiten Generation wassergekühlt.
Bei dieser Generation wurde die Akku-Spannung auf 201,6 Volt verringert (weniger in Reihe geschaltete Zellen) und für die Motorgeneratoren mit dem Boost-Converter auf 500 Volt erhöht. Beim Prius III arbeitet der Converter mit einer Spitzenspannung von 650 Volt. Wegen der höheren Spannung sind die Stromstärken in Kabeln und Wechselrichtern geringer.
Wegen der direkten Verbindung war beim Prius der ersten und zweiten Generation die Drehzahl von MG 1 gleich der Drehzahl des Sonnenrades und die Drehzahl von MG 2 gleich der Drehzahl des Hohlrades. Der HSD der dritten Generation (zum Beispiel im Prius ZVW30 von 2009) hat dagegen ein weiteres Planetengetriebe, das die Drehzahl des Hohlrades und damit auch jene des Sonnenrades halbiert. Beim Prius der ersten und zweiten Generation limitierte die zulässige Maximaldrehzahl von MG 1 die Maximalgeschwindigkeit, mit der im rein elektrischen Modus gefahren werden kann. Durch das weitere Planetengetriebe kann nun bei höherer Geschwindigkeit elektrisch gefahren werden, was insbesondere beim Prius PHV mit seinen stärkeren Akkumulatoren bedeutsam ist. Auch der THS-C, eine Weiterentwicklung von Lexus, hat einen zusätzlichen Planetenradsatz.
Da der Verbrennungsmotor mit HSD mit hohem Wirkungsgrad betrieben wird, fällt auch wenig Abwärme ab, um Motor, Katalysator und Fahrzeuginnenraum zu beheizen. Diesem Problem wurde im HSD der dritten Generation, wie im Prius ZVW, mit einem Wärmerückgewinnungssystem begegnet. Es wurde im Toyota Prius+, der im Jahr 2012 vorgestellt wurde, weiter verbessert. 

Dieses Fahrzeug hat zudem ein neuentwickeltes „pitch and bounce control“ Regelsystem, das ein Aufschaukeln des Fahrzeugs durch Nickbewegungen bei schlechten Wegstrecken durch geeignete Ansteuerung des Antriebs dämpft.

## Funktion
Der Hybrid Synergy Drive ist für den Fahrer einfach zu bedienen; um dies sicherzustellen und um einen optimalen Betriebszustand zu gewährleisten, sind eine Reihe von Regelkreisen ständig aktiv.

### Fahren mit dem HSD
Die Drehzahl und Lastverteilung aller Motoren werden beim HSD vollautomatisch von der Elektronik geregelt die auch den Ladezustand der Akkus überwacht. Der Fahrer wählt nur, ob er vorwärts oder rückwärts fahren will und wie stark er beschleunigen oder bremsen möchte. Mit Gas- und Bremspedal wird, wie bei einem konventionellen Pkw, beschleunigt und gebremst, jedoch entscheidet die Elektronik, wie die Last auf die Motoren und Generatoren verteilt wird. Durch Wahl verschiedener Fahrprogramme besteht die Möglichkeit, auf das Regelverhalten der Elektronik Einfluss zu nehmen. Auf diese Weise kann das Fahrzeug entweder möglichst sportlich oder möglichst sparsam bewegt werden. Alternativ kann für eine bestimmte Zeit auch ausschließlich elektrisch gefahren werden.

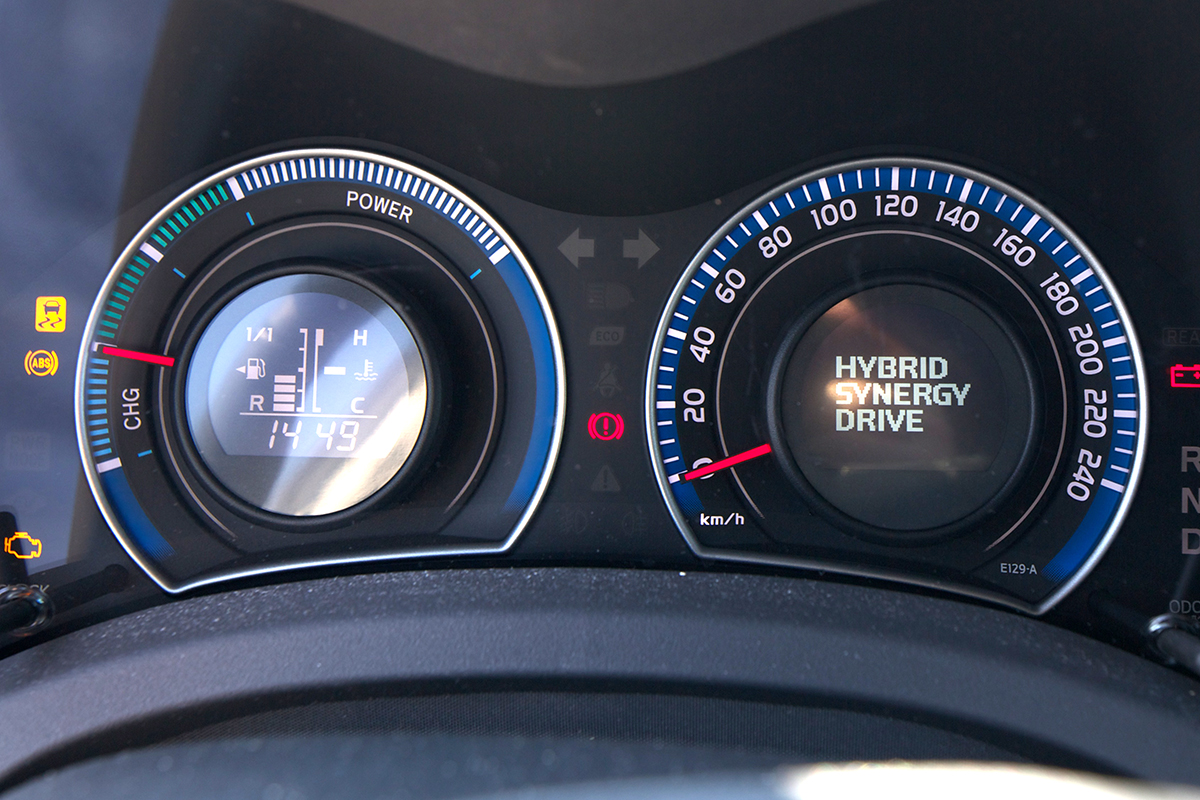
Instrumententräger Toyota Auris Hybrid

Ein Druck auf das Gaspedal im Stand bewirkt meist, dass zunächst mit dem Elektromotor MG2 beschleunigt wird; bei Erreichen einer bestimmten Drehzahl wird der Verbrennungsmotor vollautomatisch und ruckfrei gestartet. Er kann nun zur Beschleunigung beitragen, die Beschleunigung allein übernehmen, oder sowohl beschleunigen als auch gleichzeitig mit Hilfe der dann als Generatoren wirkenden Elektromotoren die Akkus laden. Beim Bremsen wird bei niedriger Bremsleistung zunächst mit den Generatoren gebremst und die Energie in die Akkus eingespeist. Nur wenn die geforderte Bremsleistung höher ist als die Akkuladeleistung, werden auch die konventionellen Bremsen am Bremsvorgang beteiligt. All dies geschieht vollautomatisch und ist durch den Fahrer nicht beeinflussbar.

### Die Betriebsmodi des HSD
Über die Drehzahl des Sonnenrades, also des Motorgenerators MG 1, wird die Übersetzung und somit die Drehzahl des Verbrennungsmotors eingestellt. Der Verbrennungsmotor kann über einen weiten Geschwindigkeitsbereich vom Stillstand bis zur Höchstdrehzahl betrieben werden. Die Maximaldrehzahl von MG 1 begrenzte jedoch bei den Modellen vor dem Prius III den steuerbaren Bereich; der Verbrennungsmotor kann beim THS und THS-II bei niedrigen Geschwindigkeiten nicht mit der Drehzahl seiner maximalen Leistung drehen; daher wird zum schnellen Anfahren die Leistung des Verbrennungsmotors und des großen Motorgenerators MG 2 zusammen genutzt. Bei sehr hohen Geschwindigkeiten muss der Verbrennungsmotor laufen, da in diesem Fall die Maximaldrehzahl von MG1 (oder beider Elektromotoren beim Prius III) sonst überschritten würde.
Der Verbrennungsmotor und einer der beiden Motorgeneratoren dienen beide dem Vortrieb des Fahrzeuges und können diese Aufgabe jeweils alleine oder in Kombination ausüben. Motorgenerator MG 1 dient vornehmlich als Generator und Anlasser. Das Hybridfahrzeug kann so folgende Betriebszustände annehmen:
1. Anfahren mit reinem Elektroantrieb, Akku liefert Strom; MG 1 und MG 2 drehen gegenläufig, der Träger der Planetenräder steht.
2. Fahren mit dem Verbrennungsmotor:
  1. MG 1 steht
  2. Verbrennungsmotor treibt das Fahrzeug an, MG 1 lädt den Akku
  3. Verbrennungsmotor und MG 2 treiben das Fahrzeug an, MG 1 liefert Strom an MG 2, über MG 1 stellt die Regelung die Drehzahl des Verbrennungsmotors ein
  4. Verbrennungsmotor und MG 2 treiben das Fahrzeug an, der Akkumulator liefert den benötigten Strom
3. Rollen: Der Verbrennungsmotor ist aus, der MG 1 übt eine leichte Vorbremsung aus, sollte gebremst werden müssen, kann die anfallende Bremsenergie zur Ladung des Akkumulators benutzt werden
4. Bremsen mit dem Motorgenerator: Der Verbrennungsmotor ist aus, Bremsenergie wird zur Ladung des Akkumulators benutzt
5. Bremsen mit dem Motorgenerator und der hydraulischen („konventionellen“) Bremse; Bremsenergie wird zur Ladung des Akkumulators benutzt.
6. Motorbremse: Dieser Modus wird nur aktiviert, wenn bei geringer Bremsleistung der Akkumulator bereits zu sehr geladen ist, um weitere Energie aufzunehmen (meist bei langen Bergabfahrten). Die Bremsenergie wird dann durch den ohne Kraftstoffzufuhr drehenden Motor in Wärme umgesetzt, um ein Überhitzen und Verschleißen der Scheibenbremsen zu verhindern.

## Vor- und Nachteile des Konzepts
Ein Verbrennungsmotor kann nicht bei einer Drehzahl nahe Null betrieben werden. Zum Anfahren ist bei Pkw mit Schaltgetriebe daher eine mechanische Kupplung nötig. Bei Automatikgetrieben wird die bei Stillstand (in Getriebestellung D) und sehr niedrigen Geschwindigkeiten des Pkw anfallende Leistung in den hydraulischen Wandler geleitet. In beiden Fällen wird Motorleistung in Wärme umgewandelt und ist somit nicht mehr nutzbar. Im Unterschied zu Verbrennungsmotoren können Elektromotoren mit einer entsprechenden Steuerungselektronik – wie beim Hybrid Synergy Drive – schon im Stillstand ihr maximales Drehmoment liefern und so von der Drehzahl Null aus betrieben werden. Anders als bei einer mechanischen Kupplung wird hierbei nicht die ganze Antriebsenergie in Wärme umgesetzt.
Ein Ottomotor hat bei niedrigen Drehzahlen eine geringere Leistung. Um im Pkw jederzeit eine Leistungsreserve verfügbar zu haben, wird daher selten mit der unter Verbrauchsaspekten optimalen niedrigen Motordrehzahl gefahren. Vielmehr wählt der Fahrer einen kleineren Gang und damit eine höhere Drehzahl, als für die abgerufene Leistung eigentlich nötig ist. Damit wird der Verbrennungsmotor mit relativ niedriger Last betrieben. Der Wirkungsgrad eines Ottomotors ist bei niedrigen Lasten sehr klein, weil unter anderem die mechanischen Verluste (ca. 10 % der Volllastleistung) nicht von der Last abhängen und die Drosselverluste bei geringer Last größer sind.
Bei einem konventionell angetriebenen Pkw kann der Fahrer oder auch das Automatikgetriebe zum Beschleunigen einen hohen Gang wählen und mit hoher Last und hohem Wirkungsgrad fahren; wird jedoch Mehrleistung gefordert, kann sie dann nur durch eine Drehzahlerhöhung, also durch Wahl eines kleineren Ganges erreicht werden. Schaltvorgang und Drehzahländerung des Verbrennungsmotors benötigen wiederum Zeit.
Da die Energiedichte heute verfügbarer Akkus weit geringer als die von Benzin oder Diesel ist, sind trotz deutlich höherem Wirkungsgrad des Elektromotors die Akkus eines reinen Elektrofahrzeugs bei Überland- und Autobahnfahrten unverhältnismäßig schnell entleert oder unverhältnismäßig groß, schwer und teuer. Dies spricht für Hybrid-Antriebe, die beide Vorteile kombinieren.

### Vorteile
Der Hybrid Synergy Drive erlaubt, Drehzahl und Leistung des Verbrennungsmotors relativ unabhängig von der geforderten Antriebsleistung zu regeln. Wird der Verbrennungsmotor genutzt, kann er mit konstant hoher Last und somit mit hohem Wirkungsgrad betrieben werden. Eine schnelle Leistungsanforderung kann beim Hybrid Synergy Drive mit dem Motorgenerator MG 2 unmittelbar bedient werden, während parallel dazu mit Hilfe von Motorgenerator MG 1 die Übersetzung verändert wird, um damit die Drehzahl und Leistung des Verbrennungsmotors zu erhöhen. Folglich kann der Verbrennungsmotor ohne Komforteinbußen immer mit hohem Wirkungsgrad betrieben werden.
Weitere Vorteile sind:
- Der Verbrennungsmotor hat keinen unnötigen Leerlauf; mit Ausnahme der Warmlaufphase wird der Verbrennungsmotor nur gestartet, wenn er auch mit guten Wirkungsgrad betrieben werden kann; bei niedrigen Geschwindigkeiten, oder wenn keine oder nur eine geringe Antriebsleistung benötigt wird, wird der Verbrennungsmotor abgestellt. Dies geschieht nicht nur bei Halt an einer roten Ampel, sondern auch bei Bergabfahrt, wenn der Fahrer vollständig vom Gas geht, oder beispielsweise in einer Tempo-30-Zone und beim Einparken.

- Der HSD ermöglicht über den gesamten Geschwindigkeitsbereich eine unterbrechungsfreie Beschleunigung. Start und Stopp des Verbrennungsmotors geschehen stets ruckfrei und ohne Zugkraftunterbrechung.

- Geht der Fahrer eines Pkw mit Handschaltung komplett vom Gas, sinkt der Verbrauch aufgrund der Schubabschaltung auf 0. Allerdings wird das Fahrzeug dann immer auch von der Motorbremse gebremst, auch wenn der Fahrer gar nicht bremsen wollte. Bei einem Fahrzeug mit HSD wird eine gleiche Bremswirkung mit Hilfe der Elektromotoren erreicht, die in diesem Fall als Generator eine gewisse Leistung in die Akkumulatoren einspeisen. Ist diese Nutzbremse nicht gewünscht, kann sie durch leichtes Antippen des Gaspedals unterbunden werden, womit ein Effekt wie der eines Freilaufs erzielbar ist. Bei einem Pkw mit Handschaltung müsste der Fahrer dazu den Leerlauf einlegen und den Motor abstellen, wovon aus Sicherheitsgründen jedoch abzuraten ist, da mit dem Abschalten des Motors auch Systeme wie die Servolenkung und der Bremskraftverstärker ihren Antrieb verlieren.

- Da ein großer Teil anfallender Bremsenergie zum Laden der Akkus verwendet wird (= Rekuperation), ist der Bremsenverschleiß geringer, weiterhin auch der Verbrauch bei Berg- und Talfahrt. Bremsenergie kann zwar auch bei einigen konventionell betriebenen Pkw wiederverwendet werden; die Akkus des Hybrid Synergy Drive erlauben jedoch einen höheren Ladestrom und damit eine größere Bremsleistung für die Rekuperation zu nutzen, als mit üblichen Starterakkus möglich wäre.

- Während der Standzeiten des Verbrennungsmotors ist der Wagen extrem leise bis geräuschlos, was zu einem entspannten Fahren beiträgt (rote Ampel, Stau, Bergabfahrt). Dies ist auch nützlich, wenn der Wagen in geräuschempfindlicher Umgebung bewegt werden soll.

- Während der Verbrennungsmotor zur Innenraumheizung oder zum schnellen Erwärmen des Katalysators (um den Schadstoffausstoß zu minimieren) warmläuft, lädt er den Akku.

- Der HSD fährt sich wie ein Auto mit Automatikgetriebe. Der Fahrer wählt nur, ob er vorwärts oder rückwärts fahren möchte.

- Die in den letzten Jahren stetig zunehmende Zahl elektrischer Verbraucher belastet das Bordnetz heutiger Pkw sehr viel stärker, als dies früher der Fall war, wofür Akkumulatoren und Lichtmaschinen entsprechend dimensioniert werden müssen (Beispiele: Start-Stopp-System, Standheizung, Sitzheizung, Heckscheibenheizung, Beleuchtung, Autoradio usw.); Lichtmaschine und Akkus erhöhen das Fahrzeuggewicht, werden aber zum Fahren nicht benötigt. Beim Hybrid Synergy Drive werden prinzipbedingt sehr leistungsfähige Akkus und Generatoren mitgeführt, die nicht nur im Stand, sondern auch im Fahrbetrieb genutzt werden.

- Mit den für den Hybridantrieb nötigen, leistungsfähigen Akkumulatoren können bei Stillstand des Verbrennungsmotors Aggregate gespeist werden, die bei konventionellen Pkw die vorhandene Akkukapazität überlasten würden, wie zum Beispiel die Klimaanlage.

- Der elektrische Betrieb von Nebenaggregaten, die in konventionellen Pkw vom Verbrennungsmotor angetrieben werden, erlaubt einen effizienteren Betrieb (Klimaanlage, Servolenkung, Wasserpumpe zur Motorkühlung, Bremskraftverstärker).

- Da die Motorkühlung elektrisch betrieben wird, kann der Verbrennungsmotor gefahrlos auch unmittelbar nach einer längeren Volllastanforderung ausgeschaltet werden, ohne dass es zu einem Wärmestau im Motorblock kommt, denn die Kühlwasserpumpe kann auch bei Stillstand des Verbrennungsmotors weiterlaufen.

- Ein Vorteil dieses Hybridkonzeptes ist die Vermeidung von Teillastbetrieb, in denen konventionelle Ottomotoren einen sehr schlechten Wirkungsgrad haben. Dieselmotoren arbeiten im Teillastbetrieb allerdings erheblich effizienter als Ottomotoren – gegenüber Dieselmotoren profitiert der HSD daher in puncto Teillastbetrieb nicht im selben Maße.[17][18] Daher ist der Verbrauchsvorteil durch die Kombination von Dieselmotor und HSD eher begrenzt.

- Da ein Motor, der im Atkinson-Zyklus arbeitet, weniger Abwärme produziert, kann die Motorkühlung kleiner dimensioniert werden. Dies senkt nicht nur Herstellungskosten, Platzbedarf und Gewicht, sondern verringert auch den Luftwiderstand durch eine kleinere Kühlerfläche, und es verkürzt aufgrund der geringeren Kühlflüssigkeitsmenge die Aufwärmphase des Verbrennungsmotors. Dies senkt den Schadstoffausstoß, der in der Warmlaufphase bei allen Ottomotoren am höchsten ist.

### Nachteile
Gegenüber einem vergleichbaren Fahrzeug mit Verbrennungsmotor:
- Die mitgeführten Akkus sowie Leistungs-Elektronik erhöhen das Fahrzeuggewicht und verringern die Größe des verfügbaren Kofferraums. Da bei Auris II und Yaris der Hybrid-Akku unter dem Rücksitz untergebracht ist, gibt es hier dennoch keinerlei Kofferraumeinschränkungen gegenüber den Nicht-Hybrid-Varianten. Bei Yaris und Auris ist die Hybridvariante etwas schwerer als die reinen Ottomotor-Varianten, aber leichter als die Dieselmodelle.
- Da der Verbrennungsmotor mit hohem Wirkungsgrad betrieben wird, fällt weniger Abwärme für die Innenraumheizung an. Dies wird beim Prius der 3. Generation durch eine Abgaswärmerückführung kompensiert. Ansonsten muss Energie aus dem Hybridsystem zum Heizen verwendet werden, was den Vorteil zu Fahrtbeginn etwas schmälert.[19]
- Der Verbrennungsmotor dreht bei starkem Gasgeben zum Beispiel auf dem Beschleunigungsstreifen einer Autobahnauffahrt zunächst relativ hoch. Das kann durch die dabei entstehenden Motorgeräusche als störend empfunden werden.
- Die maximale Gesamt-Systemleistung des Prius III (100 kW) steht nur für wenige Sekunden bis max. drei Minuten zur Verfügung – so lange, bis der Akku leer ist. Danach hat das Auto nur noch die Leistung des Verbrennungsmotors (73 kW). Erst nach einer ausreichend langen Fahrt mit weniger als 73 kW Belastung, währenddessen der Akku wieder geladen wird, steht wieder die volle Systemleistung zur Verfügung. Dieser Nachteil macht sich bei längeren Fahrten bei Vollgas am Berg und auch beim Ziehen eines Anhängers bemerkbar. Beim kurzzeitigen Beschleunigen – etwa zum Überholen – tritt er jedoch nicht auf, weil danach und davor der Akku wieder geladen wird.[Anmerkung 1]
- Die geringe Beanspruchung der Bremsen wegen des Rekuperierens führt teilweise zu Rostansatz auf den Bremsscheiben, der durch gezieltes Bremsen wieder abgeschliffen werden muss.

Gegenüber einem Elektroauto:
- Ein „Fahren mit Strom aus der Steckdose“ ist nur mit weiterem Zubehör möglich (Fahrzeug wird dann ein „Plug-In-Hybrid“).
- Wegen des kleinen Akkus beträgt die rein elektrische Reichweite nur wenige Kilometer (typisch: 2–3 km). Mit Zusatz-Akkus von Drittanbietern sind mitunter Reichweiten bis ca. 30 km erreichbar.

### Besonderheiten/Eigenarten
- Die Hybridkomponenten erhöhen das Gewicht des Fahrzeuges nicht in dem Ausmaß, wie das Gewicht der zusätzlichen Elektromotoren und Akkus zunächst den Anschein erweckt, denn es wird teilweise durch den Wegfall anderer Baugruppen wie Kupplung, Lichtmaschine, Starter und Schaltgetriebe kompensiert.

- Die bei Volllast des Gesamtsystems von den Elektromotoren zusätzlich zum Verbrennungsmotor bereitgestellte Leistung wird durch den zulässigen Höchststrom, das heißt die maximale Abgabeleistung des Akkumulators von 27 kW (dritte Generation) begrenzt. Sie ist niedriger als die Maximalleistung der Elektromotoren. Der Verbrennungsmotor soll möglichst verbrauchsgünstig mit Volllast laufen, dabei kann er Strom über den Generator erzeugen, der im zweiten Elektromotor gleich wieder verbraucht wird. In diesem Fall kann der Elektromotor durchaus mehr als die Akkuleistung von 27 kW an die Räder abgeben, zum Beispiel beim starken Beschleunigen aus niedriger Geschwindigkeit oder bei der Fahrt bergauf.

- Die Abschaltung des Verbrennungsmotors während der Fahrt ist nur bis zu einer bestimmten Geschwindigkeit möglich; steht der Verbrennungsmotor, so ist die Drehzahl der Elektromotoren umso höher, je schneller das Fahrzeug fährt. Die zulässige Höchstdrehzahl der Elektromotoren begrenzt damit die Maximalgeschwindigkeit, bis zu der der Verbrennungsmotor abgeschaltet werden kann. Bei Prius-Modellen der ersten und zweiten Generation wirkte MG 1 begrenzend, da er höher drehte als MG 2. Im Prius der dritten Generation wird ein zusätzliches Untersetzungsgetriebe verwendet, so dass MG 1 und MG 2 mit nahezu gleicher Drehzahl laufen.[20][21][22]

- Da die zum Fahren nötigen Systeme (Servolenkung, Ölpumpe, Bremskraftverstärker, Klimaanlage) auch bei Stillstand des Verbrennungsmotors verfügbar sein müssen, müssen sie auch unabhängig davon funktionieren. Sie werden deshalb elektrisch angetrieben, was jedoch indirekt zur Benzinverbrauchseinsparung beiträgt, da das Hybridsystem die elektrische Energie effizient erzeugen kann.

- Der Hybrid Synergy Drive senkt den Benzinverbrauch unter anderem durch die Rückgewinnung von kinetischer Energie in elektrische Energie beim Abbremsen des Fahrzeugs. Bei einer weitgehend konstanten hohen Geschwindigkeit wie bei Autobahnfahrten, hat HSD damit keinen Verbrauchsvorteil.[23] Der grundsätzliche Verbrauchsvorteil durch die variable Übersetzung und den im Atkinson-Zyklus betriebenen Motor bleibt jedoch auch auf der Autobahn bestehen, da dieser Motor den höchsten Wirkungsgrad aller Verbrennungsmotoren mit Fremdzündung hat.[24]

### Trivia
- Bei einem Stromausfall am 21. Dezember 2013 nutzte ein pensionierter Luftwaffenmechaniker aus Thornhill Ontario seinen Toyota Prius zur Versorgung der Hauselektrik. Dazu schloss er einen Wechselrichter mit 1000 W an die 12 V Bleibatterie an. Der eingebaute DC-DC-Wandler lädt diese aus der großen Traktionsbatterie nach. Wenn auch sie leer wird, springt der Verbrennungsmotor an und lädt sie mit MG1. Unnötiger Leerlaufverbrauch wird vermieden und die Abgasreinigung ist verglichen mit einem Benzingenerator sehr gut.[25]

## Anmerkung
1. ↑  
Erläuternde Rechnung: Eine Kilowattstunde (kWh) sind 60 Kilowattminuten. 1,3 kWh sind folglich 78 Kilowattminuten. 78 Kilowattminuten / 27 Kilowatt = 2,88 Minuten. In der Realität liegt die mögliche Abgabezeit der Maximalleistung deutlich unter 2,88 Minuten, da der Akku zur Vergrößerung der Lebensdauer weder komplett voll geladen noch komplett entladen wird.